# Route nationale 710
Die Route nationale 710, kurz N 710 oder RN 710, war eine französische Nationalstraße, die von 1933 bis 1973 in drei Abschnitten zwischen Ribérac und Monsempron-Libos verlief. Ihre Gesamtlänge betrug 103 Kilometer.